# Лорис Курчи
Лорис Курчи (7. август 1970) италијански је продуцент, који је сарађивао са многим светским звездама, као што су Роберт Ингланд и Кен Фори.

## Филмови
- Желим бити војник (2010)
- Веб кам 3D (2009)
- Зона мртвих (2007)
- Руке позади у овом кругу (2005)
- Плес мртвих (2005)
- Балкан (2005)
- Дневник живих мртваца (2001)